# Gianfranco Sommaggio
Gianfranco Sommaggio (Velo d'Astico, 26 aprile 1937 – Padova, 1º settembre 2015) è stato un mezzofondista e allenatore di atletica leggera italiano.

## Carriera

### Atleta
Inizia a praticare atletica leggera con le corse in montagna all'età di 15 anni. Dopo essere stato all'Atletica Schio passa alla D. A. Marzotto di Valdagno. A 19 anni entra nelle Fiamme Oro di Padova. Si trasferisce definitivamente in questa città, dove sposerà Annarosa dalla quale avrà le figlie Antonella e Silvia. Nel corso della carriera corre anche per la Pro Sesto e la SNIA Varedo.
Veste venti volte la maglia della nazionale nei 1500 metri piani e nei 3000 metri siepi, la sua specialità, realizza tre primati italiani consecutivi nei 3000 siepi e scende fino al tempo di 8'58"8. Vince due titoli nazionali assoluti nel 1961 e 1962 nei 3000 siepi. Medaglia di bronzo ai Campionati mondiali militari, sale sul podio anche al prestigioso meeting internazionale di Zurigo.
In lizza per le Olimpiadi di Roma del 1960, è costretto a rinunciarvi per problemi di salute. Partecipa alla vittoria azzurra contro la Polonia nella prima competizione internazionale nella specialità dei 3000 siepi.

### Allenatore e dirigente
Dopo essersi ritirato dalle competizioni, rimane nel mondo dell'atletica e diventa un punto di riferimento per le gare di mezzofondo e uno dei più stimati allenatori del Veneto. Raccoglie in questo campo le maggiori soddisfazioni con la figlia Silvia Sommaggio, una mezzofondista che si laurea quattro volte campionessa italiana assoluta e partecipa a 2 rassegne olimpiche. Altri atleti da lui guidati che si sono distinti a livello nazionale sono stati Andrea Sorgato, Nicola Sorgato e Marco Pettenazzo.
La sua passione per la disciplina lo porta a fondare alla fine del 2009 la Società sportiva "Atletica Città di Padova" – della quale diventa presidente – che nel 2014 vince il titolo italiano a squadre di corsa campestre. Per le sue attività in campo sportivo, nel 2011 è stato nominato cavaliere della Repubblica.